# Max (programa)
Max é uma linguagem de programação visual para música e multimídia, desenvolvida e mantida pela Cycling '74, com sede em San Francisco. Durante seus 15 anos de história, foi usada inicialmente por compositores, produtores, projetistas de software, pesquisadores e artistas na criação de softwares interativos.
É altamente modular, com a maioria das rotinas existentes em forma de bibliotecas compartilhadas. Uma API permite desenvolvimento de novas rotinas (chamadas de objetos externos). Com isso, foi amplamente utilizado como referência por programadores não associados a Cycling '74, na qual distribui através de uma licença comercial e uma extensão não comercial do programa. Por causa de seu esquema extensivo, tanto em funções de código quanto em interface gráfica (que poderia representar simultaneamente a estrutura de um programa e a GUI).

## História
Originalmente escrito por Miller Puckette, em meados dos anos 80, como um editor corretor para o Macintosh, na IRCAM, para dar aos compositores acesso a sistemas autorais para interatividades musicais.  Primeiramente utilizou  piano e uma peça de computador chamada de Pluton (escrito por Philippe Manoury em 1988), sincronizando o computador ao piano e controlando uma Sogitec 4X, na qual executava o processamento de áudio.